# Henrik Norre Nielsen
Henrik Norre Nielsen ist ein ehemaliger dänischer Basketballspieler.

## Laufbahn
Norre Nielsen spielte auf Vereinsebene für BMS, 1979 gab er im Alter von 17 Jahren seinen Einstand in der höchsten dänischen Spielklasse, Basketligaen. Mit BMS wurde er dänischer Meister und trat mehrmals im Europapokal an, darunter 1981/82 und 1983/84 im Europapokal der Pokalsieger. 1981 erreichte er mit der Mannschaft das Achtelfinale des Wettbewerbs und traf dort auf Real Madrid. Im Hinspiel gegen Real erzielte Norre Nielsen bei einer 84:135-Niederlage 17 Punkte sowie im Rückspiel, das 65:132 verloren wurde, zwei Punkte. 1983 schied Norre Nielsen mit BMS in der ersten Runde gegen KK Cibona Zagreb aus. Im Landesmeisterpokal bekamen Norre Nielsen und BMS in der ersten Runde der Saison 1988/89 Sunair Oostende aus Belgien als Gegner zugelost. Bei den beiden Niederlagen (86:97, 86:94) erzielte er insgesamt 50 Punkte. Er spielte ebenfalls in Hørsholm, gewann während seiner Spielerlaufbahn in der dänischen Meisterschaft insgesamt 14 Medaillen, wurde sechsmal dänischer Meister, darunter mit BMS zwischen 1986 und 1990 fünfmal in Folge. In den 1990er Jahren war Norre Nielsen Trainer bei BMS Herlev, später war er Trainer und Vorstandsmitglied bei den Hørsholm 79ers.
Für die dänische Nationalmannschaft bestritt er 87 Länderspiele, in denen er 1235 Punkte erzielte. Sein Höchstwert in einem Länderspiel waren 34 Punkte.